# Plompkruipertje
Het plompkruipertje (Ripistes parasita) is een ringworm uit de familie van de Naididae. De wetenschappelijke naam van de soort werd in 1847 voor het eerst geldig gepubliceerd door Schmidt.

## Beschrijving
Het plompkruipertje is een borstelwormpje met een opvallende snuit en zeer lange haren op de segmenten 6 tot 8. De volgende segmenten hebben 1 à 3 matig lange haren.